# Mongočejacha
Mongočejacha nebo Sosnovaja (rusky Монгочеяха nebo Сосновая) je řeka na Gydském poloostrově na hranici Jamalo-něneckého autonomního okruhu Ťumeňské oblasti a Krasnojarského kraje v Rusku. Je 339 km dlouhá. Povodí má rozlohu 2760 km².

## Průběh toku
Ústí do průlivu Ovcyna v Jenisejském zálivu (úmoří Karského moře).

## Vodní stav
Zdrojem vody jsou sněhové a dešťové srážky. Zamrzá na začátku října a rozmrzá ve druhé polovině června.

## Využití
Na dolním toku se vyskytuje síh omul.